# Matthias Höpfner
Matthias Höpfner (ur. 30 grudnia 1975 w Erfurcie) – niemiecki bobsleista, dwukrotny medalista mistrzostw świata.

## Kariera
Największe sukcesy w karierze osiągnął w 2008 roku, kiedy zdobył dwa medale podczas mistrzostw świata w Altenbergu. Najpierw wspólnie z Ronnym Listnerem, Alexem Mannem i Thomasem Pöge zdobył brązowy medal w czwórkach, a następnie razem z kolegami i koleżankami z reprezentacji wywalczył złoty medal w rywalizacji drużynowej. Był też między innymi czwarty w czwórkach i piąty w dwójkach na rozgrywanych cztery lata wcześniej mistrzostwach świata w Königssee. W 2006 roku wystartował na igrzyskach olimpijskich w Turynie, gdzie razem z Markiem Kühne był piąty w dwójkach.